# Fußball-Weltmeisterschaft 1974/Jugoslawien
Dieser Artikel behandelt die jugoslawische Fußballnationalmannschaft bei der Fußball-Weltmeisterschaft 1974.

## Qualifikation
| Spanien      | - | Jugoslawien  | 2:2 | Amancio 30', Asensi 89' / Bajević 52' 60'                                             |
| Jugoslawien  | - | Griechenland | 1:0 | Aćimović 14'                                                                          |
| Jugoslawien  | - | Spanien      | 0:0 |                                                                                       |
| Griechenland | - | Jugoslawien  | 2:4 | Eleftherakis 29', Katalinski 44' (Eigentor) / Bajević 12', Karasi 15' 90', Šurjak 62' |

Entscheidungsspiel in Frankfurt am Main:
| Jugoslawien | - | Spanien | 1:0 | Katalinski 13' |

## Jugoslawisches Aufgebot
| Nr.               | Name                | Verein vor WM-Beginn    | Geburtstag | Spiele   | Tore     | Gelbe Karte | Rote Karte |
| Torhüter          | Torhüter            | Torhüter                | Torhüter   | Torhüter | Torhüter | Torhüter    | Torhüter   |
| ----------------- | ------------------- | ----------------------- | ---------- | -------- | -------- | ----------- | ---------- |
| 1                 | Enver Marić         | FK Velež Mostar         | 16.04.1948 | 6        | 0        | 0           | 0          |
| 21                | Ognjen Petrović     | FK Roter Stern Belgrad  | 02.01.1948 | 0        | 0        | 0           | 0          |
| 22                | Rizah Mešković      | Hajduk Split            | 10.08.1947 | 0        | 0        | 0           | 0          |
| Abwehrspieler     |                     |                         |            |          |          |             |            |
| 2                 | Ivan Buljan         | Hajduk Split            | 11.12.1949 | 6        | 0        | 1           | 0          |
| 3                 | Enver Hadžiabdić    | FK Željezničar Sarajevo | 06.11.1945 | 6        | 0        | 2           | 0          |
| 5                 | Josip Katalinski    | FK Željezničar Sarajevo | 02.05.1948 | 6        | 1        | 2           | 0          |
| 13                | Miroslav Pavlović   | FK Roter Stern Belgrad  | 23.10.1942 | 1        | 0        | 0           | 0          |
| 14                | Luka Peruzović      | Hajduk Split            | 26.02.1952 | 1        | 0        | 0           | 0          |
| 15                | Kiril Dojčinovski   | FK Roter Stern Belgrad  | 17.10.1943 | 0        | 0        | 0           | 0          |
| Mittelfeldspieler |                     |                         |            |          |          |             |            |
| 4                 | Dražen Mužinić      | Hajduk Split            | 25.01.1953 | 2        | 0        | 0           | 0          |
| 6                 | Vladislav Bogićević | FK Roter Stern Belgrad  | 07.11.1950 | 5        | 1        | 0           | 0          |
| 7                 | Ilija Petković      | ES Troyes AC            | 22.09.1945 | 5        | 1        | 0           | 0          |
| 8                 | Branko Oblak        | Hajduk Split            | 27.05.1947 | 5        | 1        | 2           | 0          |
| 10                | Jovan Aćimović      | FK Roter Stern Belgrad  | 21.06.1948 | 6        | 0        | 1           | 0          |
| 12                | Jurica Jerković     | Hajduk Split            | 25.02.1950 | 3        | 0        | 0           | 0          |
| 16                | Franjo Vladić       | FK Velež Mostar         | 19.10.1950 | 0        | 0        | 0           | 0          |
| 20                | Vladimir Petrović   | FK Roter Stern Belgrad  | 01.07.1955 | 2        | 0        | 0           | 0          |
| Stürmer           |                     |                         |            |          |          |             |            |
| 9                 | Ivica Šurjak        | Hajduk Split            | 23.03.1953 | 6        | 2        | 0           | 0          |
| 11                | Dragan Džajić       | FK Roter Stern Belgrad  | 30.05.1946 | 5        | 1        | 0           | 0          |
| 17                | Danilo Popivoda     | NK Olimpija Ljubljana   | 01.05.1947 | 1        | 0        | 0           | 0          |
| 18                | Stanislav Karasi    | FK Roter Stern Belgrad  | 08.11.1946 | 4        | 2        | 1           | 0          |
| 19                | Dušan Bajević       | FK Velež Mostar         | 10.12.1948 | 3        | 3        | 1           | 0          |
| Trainer           |                     |                         |            |          |          |             |            |
|                   | Miljan Miljanić     |                         | 04.05.1930 |          |          |             |            |

## Spiele der jugoslawischen Mannschaft

### Erste Runde
- Brasilien –  Jugoslawien 0:0

Stadion: Waldstadion (Frankfurt am Main)
Zuschauer: 62.000
Schiedsrichter: Scheurer (Schweiz)
- Jugoslawien –  Zaire 9:0 (6:0)

Stadion: Parkstadion (Gelsenkirchen)
Zuschauer: 20.000
Schiedsrichter: Delgado (Kolumbien)
Tore: 1:0 Bajević (8.), 2:0 Džajić (14.), 3:0 Šurjak (18.), 4:0 Katalinski (22.), 5:0 Bajević (30.), 6:0 Bogićević (35.), 7:0 Oblak (61.), 8:0 Petković (65.), 9:0 Bajević (81.)
- Schottland –  Jugoslawien 1:1 (0:0)

Stadion: Waldstadion (Frankfurt am Main)
Zuschauer: 60.000
Schiedsrichter: González (Mexiko)
Tore: 0:1 Karasi (81.), 1:1 Jordan (88.)
In Gruppe II spielten Weltmeister Brasilien, Schottland und Jugoslawien jeweils unentschieden gegeneinander. Daher entschied das Torverhältnis um den Einzug in die Finalrunde. Hierbei schlug der 9:0-Kantersieg der Jugoslawen gegen Zaire durch, während die Schotten gegen Zaire nur 2:0 siegten und heimfahren mussten.

### Zweite Runde
- Jugoslawien –  Deutschland 0:2 (0:1)

Stadion: Rheinstadion (Düsseldorf)
Zuschauer: 66.085
Schiedsrichter: Marques (Brasilien)
Tore: 0:1 Breitner (39.), 0:2 Müller (82.)
- Polen –  Jugoslawien 2:1 (1:1)

Stadion: Waldstadion (Frankfurt am Main)
Zuschauer: 55.000
Schiedsrichter: Glöckner (DDR)
Tore: 1:0 Deyna (24.) 11m, 1:1 Karasi (43.), 2:1 Lato (62.)
- Schweden –  Jugoslawien 2:1 (1:1)

Stadion: Rheinstadion (Düsseldorf)
Zuschauer: 40.000
Schiedsrichter: Pestarino (Argentinien)
Tore: 0:1 Šurjak (27.), 1:1 Edström (29.), 2:1 Torstensson (85.)